# داهیر
داهیر، در افسانه‌ها و اساطیر ایرانی نام نوعی ماهی بسیار بزرگ است که بنا به برخی روایات، حتی از عوج هم بزرگتر است.